# Poșta Română
Poșta Română (укр. Пошта Румунії) — національний оператор поштового зв'язку Румунії зі штаб-квартирою в Бухаресті. Є державною акціонерною компанією та перебуває у підпорядкуванні уряду Румунії. Член Всесвітнього поштового союзу.